# Marija Mazina
Marija Walerjewna Mazina (ros. Мария Валерьевна Мазина; ur. 18 kwietnia 1964 w Moskwie) – rosyjska szpadzistka reprezentująca też ZSRR, dwukrotna medalistka olimpijska i czterokrotna medalistka mistrzostw świata.
Podczas igrzysk olimpijskich w Atlancie w 1996 roku wspólnie z Kariną Aznawurian i Juliją Garajewą zdobyła brązowy medal w zawodach drużynowych. Indywidualnie zajęła tam dziewiętnaste miejsce. Brała też udział w igrzyskach olimpijskich w Sydney w 2000 roku, gdzie reprezentacja Rosji w składzie: Karina Aznawurian, Tatjana Łogunowa, Marija Mazina i Oksana Jermakowa zwyciężyła w turnieju drużynowym. W rywalizacji indywidualnej była tym razem jedenasta. 
Na mistrzostwach świata w Lyonie w 1990 roku zdobyła indywidualnie brązowy medal, plasując się za Kubanką Taymi Chappe i Węgierką Dianą Eöri. Na rozgrywanych rok później mistrzostwach świata w Budapeszcie razem z Oksaną Jermakową, Wiktoriją Titową i Jekatieriną Lebiediewą-Gorską zajęła trzecie miejsce w zawodach drużynowych. Następnie zdobyła kolejny brązowy medal indywidualnie podczas mistrzostw świata w Hawanie w 2003 roku, gdzie wyprzedziły ją Węgierka Mariann Horváth i Francuzka Sophie Moressée. Ponadto na mistrzostwach świata w Nîmes w 2001 roku Tatjana Łogunowa, Anna Siwkowa, Marija Mazina i Tatjana Fachrutdinowa wywalczyły złoty medal drużynowo.
Zdobyła również srebrne medale w zawodach drużynowych na mistrzostwach Europy w Bolzano w 1999 roku oraz mistrzostwach Europy w Koblencji dwa lata później.